# Il presidente di Costa Nueva
Il presidente di Costa Nueva (Der Präsident ) è un film muto tedesco del 1928 diretto da Gennaro Righelli.